# Gare d’Ailly-sur-Somme
Gare d’Ailly-sur-Somme vasútállomás Franciaországban, Ailly-sur-Somme településen.

## Vasútvonalak
Az állomást az alábbi vasútvonalak érintik:
- Longueau–Boulogne-vasútvonal

## Kapcsolódó állomások
A vasútállomáshoz az alábbi állomások vannak a legközelebb:
- Gare de Picquigny
- Gare de Dreuil-lès-Amiens